# Semčice
Semčice jsou obec v okrese Mladá Boleslav ve Středočeském kraji. Rozkládá se asi deset kilometrů jihovýchodně od Mladé Boleslavi. Žije zde 754 obyvatel.

## Historie
První písemná zmínka o obci pochází z roku 1297.

## Obyvatelstvo
| Rok            | 1869 | 1880 | 1890 | 1900 | 1910 | 1921 | 1930 | 1950 | 1961 | 1970 | 1980 | 1991 | 2001 | 2011 | 2021 |
| -------------- | ---- | ---- | ---- | ---- | ---- | ---- | ---- | ---- | ---- | ---- | ---- | ---- | ---- | ---- | ---- |
| Počet obyvatel | 357  | 376  | 435  | 441  | 443  | 481  | 549  | 520  | 558  | 585  | 497  | 453  | 488  | 692  | 729  |
| Počet domů     | 44   | 45   | 50   | 56   | 64   | 76   | 113  | 127  | 129  | 133  | 127  | 148  | 149  | 223  | 238  |

## Obecní správa
Od 1. ledna 1980 do 23. listopadu 1990 k obci patřily i Pěčice.

### Územněsprávní začlenění
Dějiny územněsprávního začleňování zahrnují období od roku 1850 do současnosti. V chronologickém přehledu je uvedena územně administrativní příslušnost obce v roce, kdy ke změně došlo:
- 1850 země česká, kraj Jičín, politický i soudní okres Mladá Boleslav;[7]
- 1855 země česká, kraj Mladá Boleslav, soudní okres Mladá Boleslav;[7]
- 1868 země česká, politický i soudní okres Mladá Boleslav;[7]
- 1869 země česká, politický i soudní okres Mladá Boleslav, obec Pěčice[6]
- 1880 země česká, politický i soudní okres Mladá Boleslav[6]
- 1939 země česká, Oberlandrat Jičín, politický i soudní okres Mladá Boleslav;[8]
- 1942 země česká, Oberlandrat Praha, politický i soudní okres Mladá Boleslav;[9]
- 1945 země česká, správní i soudní okres Mladá Boleslav;[10]
- 1949 Pražský kraj, okres Mladá Boleslav;[11]
- 1960 Středočeský kraj, okres Mladá Boleslav.[12]

### Obecní symboly
Znak byl obci udělen rozhodnutím předsedy Poslanecké sněmovny Parlamentu České republiky dne 17. října 1997.

## Společnost
V obci Semčice (500 obyvatel, katol. kostel) byly v roce 1932 evidovány tyto živnosti a obchody: cihelna, holič, 2 hostince, kolář, konsumní družstvo, kovář, 2 krejčí, lakýrník, obuvník, 2 řezníci, společnost pro pěstění řepového semene, obchod se smíšeným zbožím, spořitelní a záložní spolek pro Semčice, 2 švadleny, trafika.

## Doprava
Silniční doprava
- Do obce vedou silnice III. třídy.

Železniční doprava
- Železniční trať ani stanice na území obce v současné době nejsou. Nejblíže obci je železniční stanice Dobrovice ve vzdálenosti 5 km ležící na železniční trati Nymburk – Mladá Boleslav.
- V minulosti Semčicemi vedla železniční trať Dětenice – Dobrovice. Zrušená železniční trať byla jednokolejná místní, původně soukromá trať, majitelem byl hrabě Thurn-Taxis. Nákladní doprava byla zahájena roku 1883, osobní doprava roku 1902. Trať byla zestátněna roku 1908. Přepravní zatížení trati vlaky pro cestující bylo minimální, jednalo o 2 páry osobních vlaků denně. Osobní doprava byla zastavena roku 1970, trať zrušena roku 1974.

Autobusová doprava
- V obci měly zastávku v červnu 2011 autobusové linky jedoucí do těchto cílů: Dobrovice, Jičín, Mcely, Mladá Boleslav, Nová Paka, Pecka, Praha.[15]

## Pamětihodnosti
- Kostel svatého Prokopa, uprostřed vsi

## Osobnosti
Narodil se zde Václav Kredba (1834–1913), učitel a spisovatel.